# 天空聖龍〜イノセント・ドラゴン〜
『天空聖龍〜イノセント・ドラゴン〜』（てんくうせいりゅう イノセント・ドラゴン）は、山口美由紀による日本の少女漫画。『MELODY』（白泉社）にて2005年3月号より2011年2月号まで連載された。単行本は花とゆめコミックスから刊行。全9巻。

## あらすじ
はるか古の時代、天空に棲む聖龍達は、闇から生まれた暗黒龍が人々を苦しめる事態を憂い、仲間の1匹を地上に遣わした。2匹の龍は激しく戦ったが長い間決着がつかず、双方とも力尽きて果てた。暗黒龍は地の底に溶ける際に復活の呪詛を地上に刻み、肉体を失った地上の聖龍は、魂を人に変え、いつか蘇る暗黒龍に対処するため、五感を超えた力を持つ「地上の聖龍の末裔」を人の世に生み出したという。
時代が移った現在、天には聖龍の遣いといわれるワニに似た飛蛇が舞い、人々は高地でヤクや羊などを飼い、牧歌的に暮らす。だが、暗黒龍が消えても戦争は起こり、ロ・ドゥケーとヌプ・メの二大国は長年領土争いを繰り返していた。列強の国々に囲まれた小国ナムカラドゥルにある、地図に載らないサンワの庄を纏める領主の息子のラムカは、仕事先の村で尼僧見習いの少女カナンを拾う。行くあてのない彼女を、ラムカはサンワの庄へ連れて来た。それが全ての始まりだとは知る由もなく。

## 登場人物
カナン
主人公。尼僧見習いという当初の身分は、彼女が自己暗示で書き替えた偽の記憶であり、本来は名前すら持たない孤児。カナンは事故死した少女の名で、本物のカナンがいた尼僧院からその名を賜ることになった。かつて王宮の地下でサニンに操られ、城中の人間を皆殺しにした凄惨な過去を持っており、記憶の書き換えはその事実を忘れるためのものだった。以前は、サニンにより、便宜上9人目の世話係の女として「ユス（九）」という名を与えられていた。明るい茶の髪に幼い顔立ちの18歳（作中では19歳）。当初は少年に間違えられるほど幼い体型で、その後脱皮して巨乳となるものの、童顔は変わらない。ラムカに告白されても「子分に対する親分の感情」と勘違いするほど恋愛には疎いが、ラムカのことをずっと想っていた。紆余曲折を経て、まっすぐ彼の気持ちを受け入れる。両手の中指にある龍の徴の正体は、龍そのもの。
ラムカ
もう1人の主人公。サンワの庄の領主の息子だが、里の外から来た母の連れ子のため、血の繋がりはない。長い漆黒の髪に蒼い目の21歳の青年。言葉よりも手足が先に出る乱暴者だが、根は優しく情にもろい。余所者の自分が友人達の相手を取らないように、同じ里の娘に手を出すことはないが、腕っ節の強さと美しい外見で女性には不自由しない。付き合った女性は揃って巨乳で、一部に巨乳好きと言われると怒り、マザコンと呼ばれると更にキレる。正体は、赤ん坊の頃にナムカラドゥル国を追われた王子だが、本人に自覚はあまりなく、王子という呼び名を嫌う。子分のように可愛がっていたカナンに、次第に恋愛感情を抱くようになった。左手中指の爪に聖龍の末裔の徴を持つ。ナムを介してサニンの毒を体内に取り込んだため、飛躍的に龍力が増しているが、同時に身体の不調を覚えている。
サニン
王宮の地下に囚われ続けていた、ラムカの双子の弟。幽閉したのは実の父の国王。少年時代に逃亡を企てたことから、顔には鉄仮面を被せられ、右足は断ち斬られ、同じ時期に世話係をしていた女から慰み者として犯されるなど凄惨な経歴を辿る。幽閉中、世話係として現れたユス（＝カナン）と出会い、彼女の正体に気付く。世話係は1年ごとに殺されることになっていたため、ユスを救おうとして彼女の体を操って城中の者を抹殺するが、以来、怯えて彼のもとから逃げ出したユスをずっと追っていた。自身の血や体液を与えた相手の思考を、光として読み取る能力を持つ。いずれ彼を龍にして力を利用しようと狙っていた王により、毎年飛蛇の毒を与えられ続けていたため、多岐にわたる絶大な龍力を手にした。ユスに非常に執着しており、彼女の傍にいて、なおかつ自分とはあまりに違う幸せな境遇で育った兄ラムカに深い憎しみを抱いている。ラムカやカナンは彼こそが闇の龍の化身だと確信し、自らも「龍の化身」と称しており、夜は眠らないなど末裔の共通点を持つものの、徴の在り処は不明。銀色の長髪に薄い蒼い目だが、顔立ちはラムカと似ている。
ダオ
ラムカの母ラタと同郷の、彼女の元従者。国王に愛妾として望まれたラタに従い、後に彼女の城からの逃亡を助けた。他の従者は逃亡の最中に全員死亡。当時少年だった彼だけが生き延びたが、ラタ母子とはぐれ、20年間ラムカとラタを探して長い旅を続けた。カナンと2人でロガム山へ行く途中だったラムカと偶然巡り合った際、ラムカに本当の出自を伝えた。以降、ラムカの従者として仕え、嫌がるラムカを王子と呼ぶ。禿頭に傷だらけの巨漢だが、強面な姿と裏腹に、理知的で物静かであり礼儀正しい人物。ラムカに苦言を呈する場面が多く、疎ましがられていたものの、後に和解する。赤ん坊のラムカの爪に聖龍の徴が浮かんだのを直接見ており、旅の間も聖龍や末裔について調べ続けたため、関連する伝承や歴史に詳しい。瀕死のサニンを死んだものと思い込み、その場に残してきたことを「我々従者の最大の失態」として、深く悔いている。
ナム
飛蛇の赤ん坊。飛蛇の毒を運ぶ隊列を目にしたカナンが、無意識に飛蛇を操ったため、隊列の男に斬り殺された母飛蛇の腹から取り出された。成獣の飛蛇は厳ついが、まだ赤ん坊のため愛らしい。母親代わりのカナンはもちろん、ラムカにもよく懐いている。一度サニンによって死にかけたものの、脱皮により復活。その際、サニンの負の感情を取り込み、自身の内臓で醸された毒をラムカに与えている。聖龍に付き従う飛蛇の能力で、龍穴の中に飛び込んだり横切ったり出来る。
ゼマ
ナムカラドゥル国の国境付近を根城にする山賊の頭で、剣の腕が立つ男勝りの女傑。行く当てのない者たちを「弟」と呼んで受け入れるなど、懐の深い一面も持つ。もとはヌプ・メの出身で、孤児で血の繋がりがない数人の弟とともに暮らしていたが、村を焼き出されたため各地を転々とし、後にナムカラドゥル国へと流れ着いた。実際には、山賊とは名ばかりで、本来の役目は飛蛇の毒を隣国に運ぶ国王の隊列に余計な邪魔が入らないよう、守る番人。彼女はその役目にわだかまりを持ちつつも諦めていたが、ラムカ達との出会いによって考え方を改めさせられた。飛蛇の毒を抜いて精製する蛇酒作りの名手。

## 単行本
白泉社花とゆめコミックス
1. 2005年12月発行 ISBN 978-4-592-18238-2
2. 2006年05月発行 ISBN 978-4-592-18239-9
3. 2007年01月発行 ISBN 978-4-592-18240-5
4. 2007年10月発行 ISBN 978-4-592-18294-8
5. 2008年05月発行 ISBN 978-4-592-18295-5
6. 2009年01月発行 ISBN 978-4-592-18296-2
7. 2009年11月発行 ISBN 978-4-592-18297-9
8. 2010年09月発行 ISBN 978-4-592-19338-8
9. 2011年05月発行 ISBN 978-4-592-19339-5